# Val-de-Travers
Val-de-Travers és un municipi suís del cantó de Neuchâtel, situat al districte de Le Val-de-Travers.